# Декларация Шумана

Роберт Шуман произносит речь в 1950 году

Декларация Шума́на (9 мая 1950, в советских энциклопедических источниках — План Шумана) — предложение министра иностранных дел Франции Робера Шумана объединить металлургическую, железорудную и угледобывающую промышленность Франции и Западной Германии. Реализация этого предложения привела к созданию Европейского объединения угля и стали (ЕОУС), предшественника Европейского союза. День 9 мая, в который Робер Шуман от лица французского правительства обнародовал своё предложение, отмечается ежегодно как День Европы, а сам Шуман считается одним из отцов-основателей Европейского союза.

Европу не получится создать в один момент или на основании одного-единственного плана. Она будет строиться на основе конкретных достижений, с которых начнётся построение фактической солидарности. Объединение народов Европы требует ликвидации векового противостояния Франции и Германии. Все предпринимаемые действия должны затрагивать в первую очередь эти две страны. С этой целью правительство Франции предлагает незамедлительно предпринять действия в одной узкой, но решающей области.

Оно предлагает поставить франко-немецкое производство угля и стали в целом под управление общего Высшего руководящего органа в рамках организации, открытой для участия других стран Европы. Объединение производства угля и стали должно сразу же  обеспечить создание общей основы для экономического развития в качестве первого шага к Федерации Европы, а также изменит судьбы тех регионов, которые с давних времён занимались производством боеприпасов, от которых они сами чаще всего и страдали.— Робер Шуман, отрывок из декларации 9 мая